# Slånsikelvecklare
Slånsikelvecklare (Ancylis achatana) är en fjärilsart som beskrevs av Ignaz Schiffermüller 1775. Slånsikelvecklare ingår i släktet Ancylis och familjen vecklare. Arten är reproducerande i Sverige. Inga underarter finns listade i Catalogue of Life.

## Bildgalleri

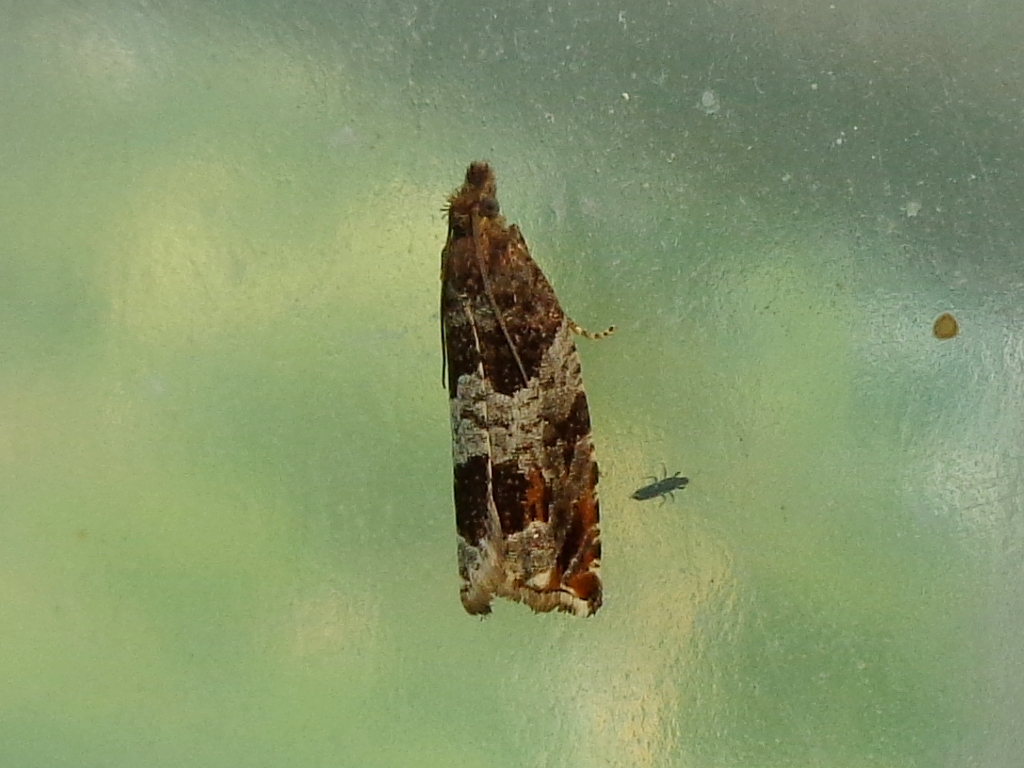
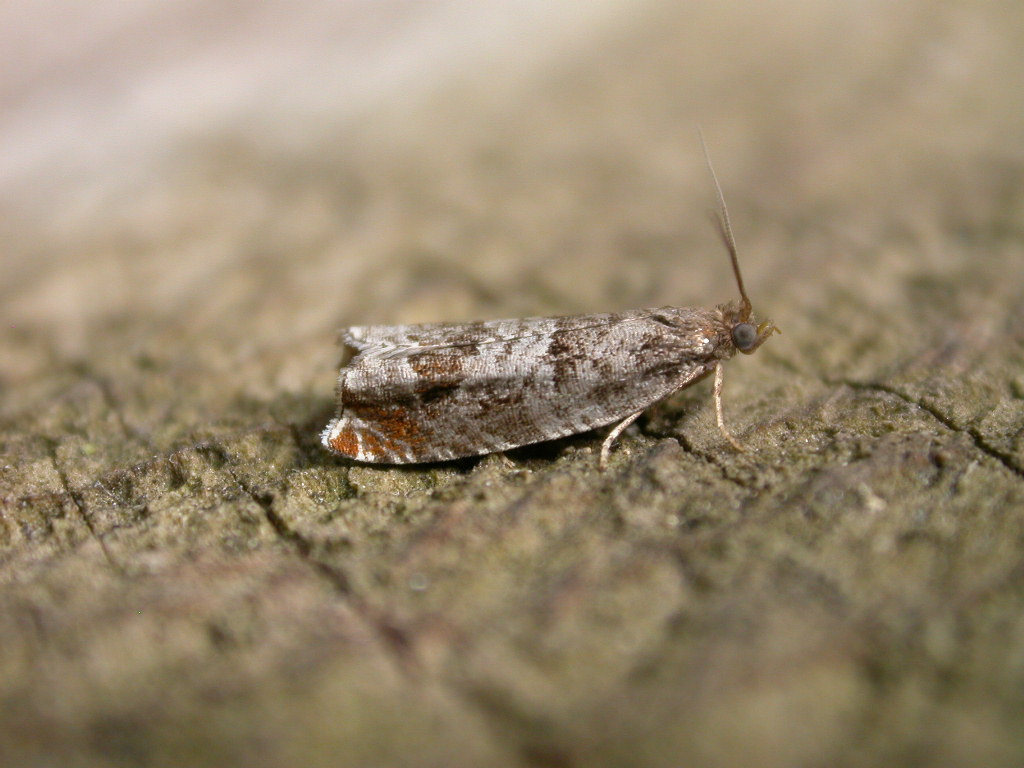
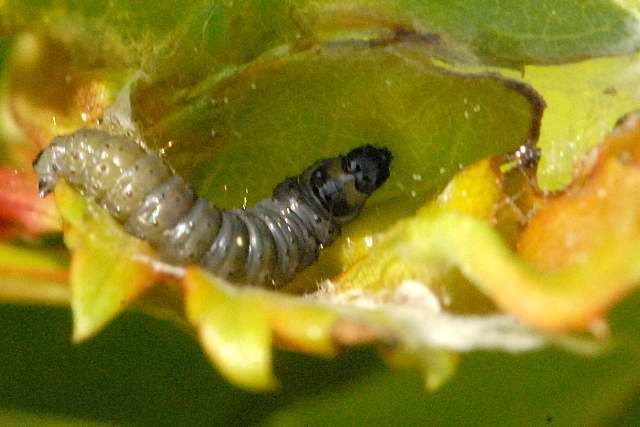